# Jade xinès

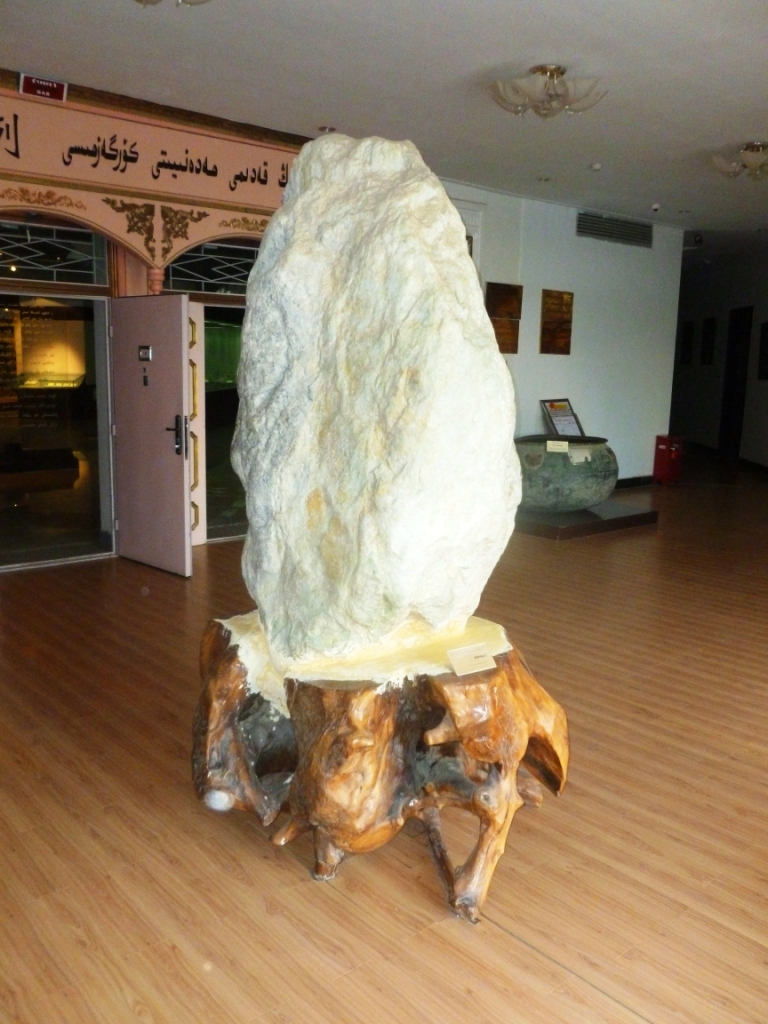
Jade nefrita blanca "greix de xai", Museu Cultural Hotan

El jade xinès és tot aquell jade extret o tallat a la Xina a partir del Neolític. És la pedra dura utilitzada a la Xina per antonomàsia per tallar escultures. Si bé a Europa es coneix especialment la jadeïta de color verd brillant, al llarg de la història d'aquest país el jade s'ha presentat en gran varietat de colors i la nefrita blanca "greix de xai" ha estat el tipus de jade més valorat. Les pedreres de Henan i al llarg del riu Iang-Tsé han estat explotades des d'èpoques prehistòriques i es troben quasi exhaurides. A la primeria del segle XXI gran part del jade és extret de la província de Xinjiang, al nord-oest.
El jade era valorat per la seua duresa, resistència, qualitats musicals i bellesa. Especialment les seues característiques subtils i colors translúcids feren que s'associara amb els conceptes sobre l'ànima i la immortalitat. L'ús antic més prominent n'és la talla dels Sis jades rituals, que es remunta al tercer mil·lenni aC en la cultura Liangzhu: el bi, el cong, el huang, el hu, el gui, i el zhang. Si bé aquestes peces són tan antigues que se'n desconeix el significat original, quan es compon els Ritus de Zhou, es considerava que aquests representaven el cel, la terra i les quatre direccions. Durant la dinastia Han, la família reial i la reialesa eren enterrats recoberts per complet amb un vestit mortuori de jade cosit amb fils d'or, amb el convenciment que hi preservarien el cos i les ànimes adossades. També es creia que el jade combatia la fatiga. Durant la dinastia progressà molt l'ús artístic del jade.
Aquests usos donaren lloc després del període dels tres regnes a les pràctiques budistes i nous desenvolupaments del taoisme, com ara l'alquímia. El jade, però, continuà formant part de la medicina tradicional xinesa i sent una important matèria primera artística. Si bé el seu ús mai no tingué gran difusió al Japó, el jade fou important en el desenvolupament de l'art de Corea i del sud d'Àsia.

## Galeria de peces xineses de jade

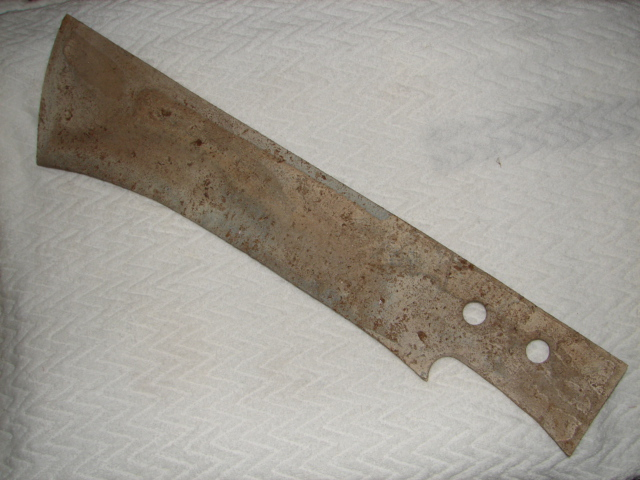
Fulla d'alabarda (zhang), Sanxingdui (tercer mil·lenni aC)
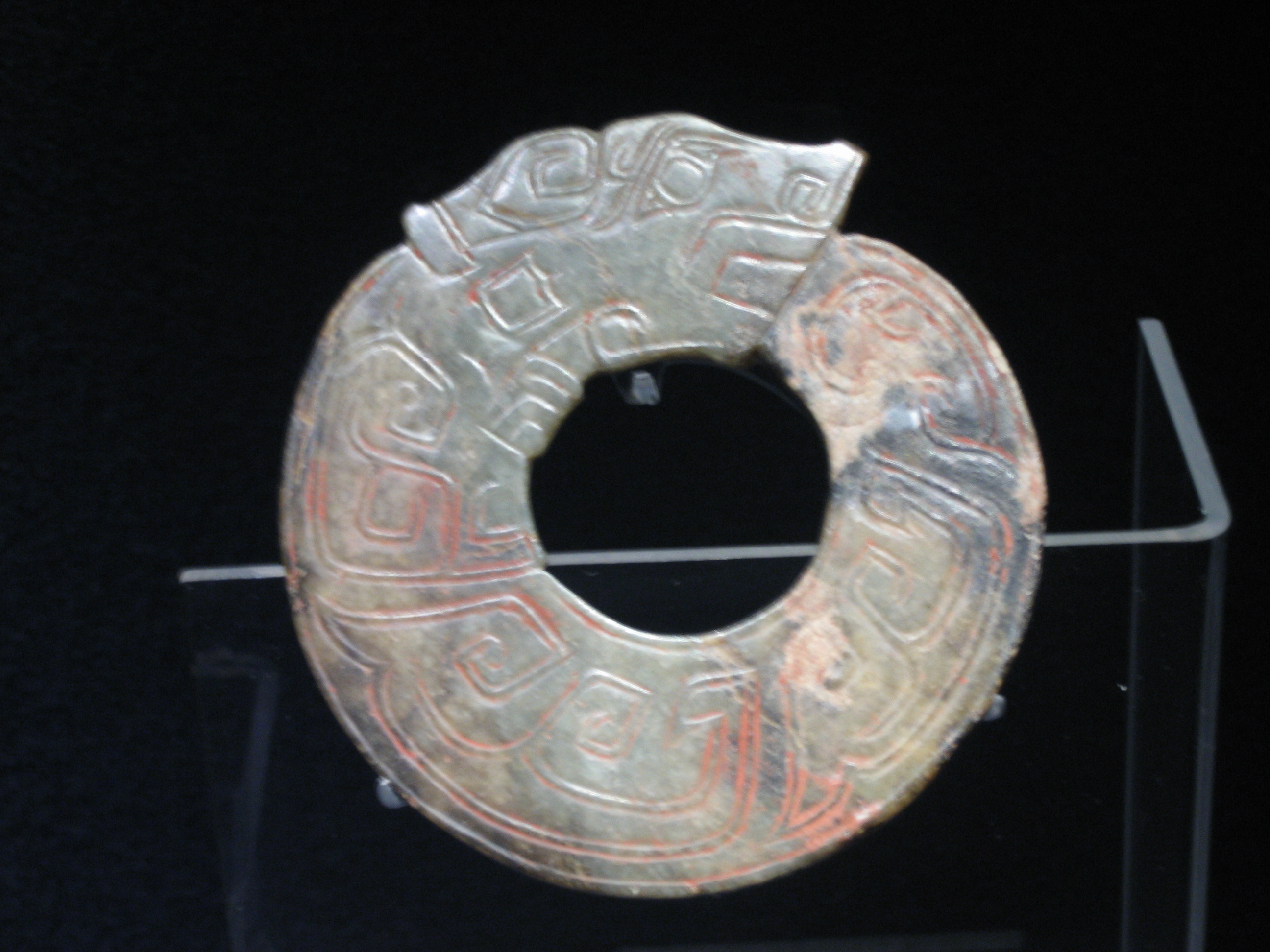
Anell en forma de drac enrotllat, dinastia Shang (segon mil·lenni aC)
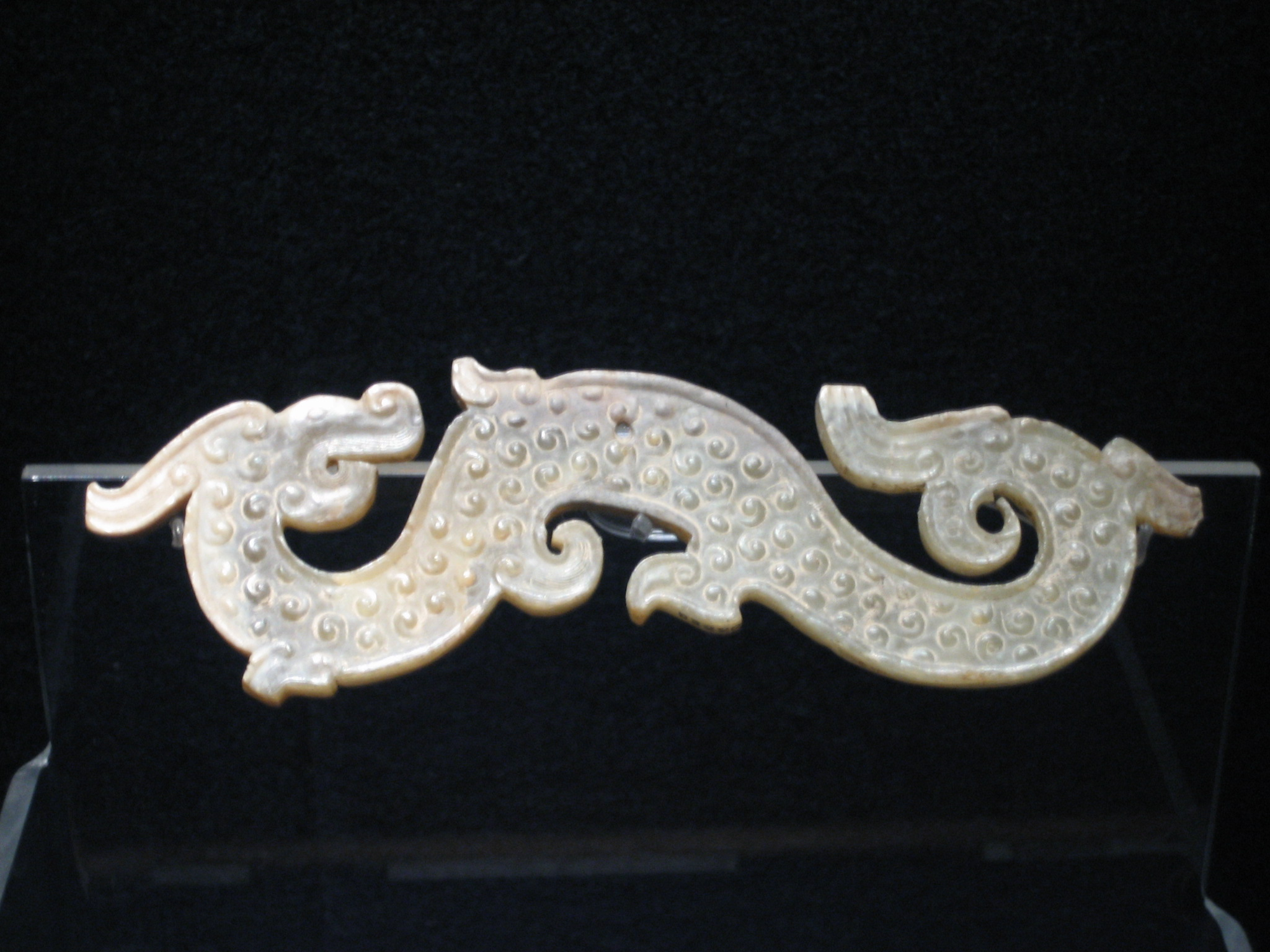
Drac dels Regnes Combatents (segle IV o III aC)
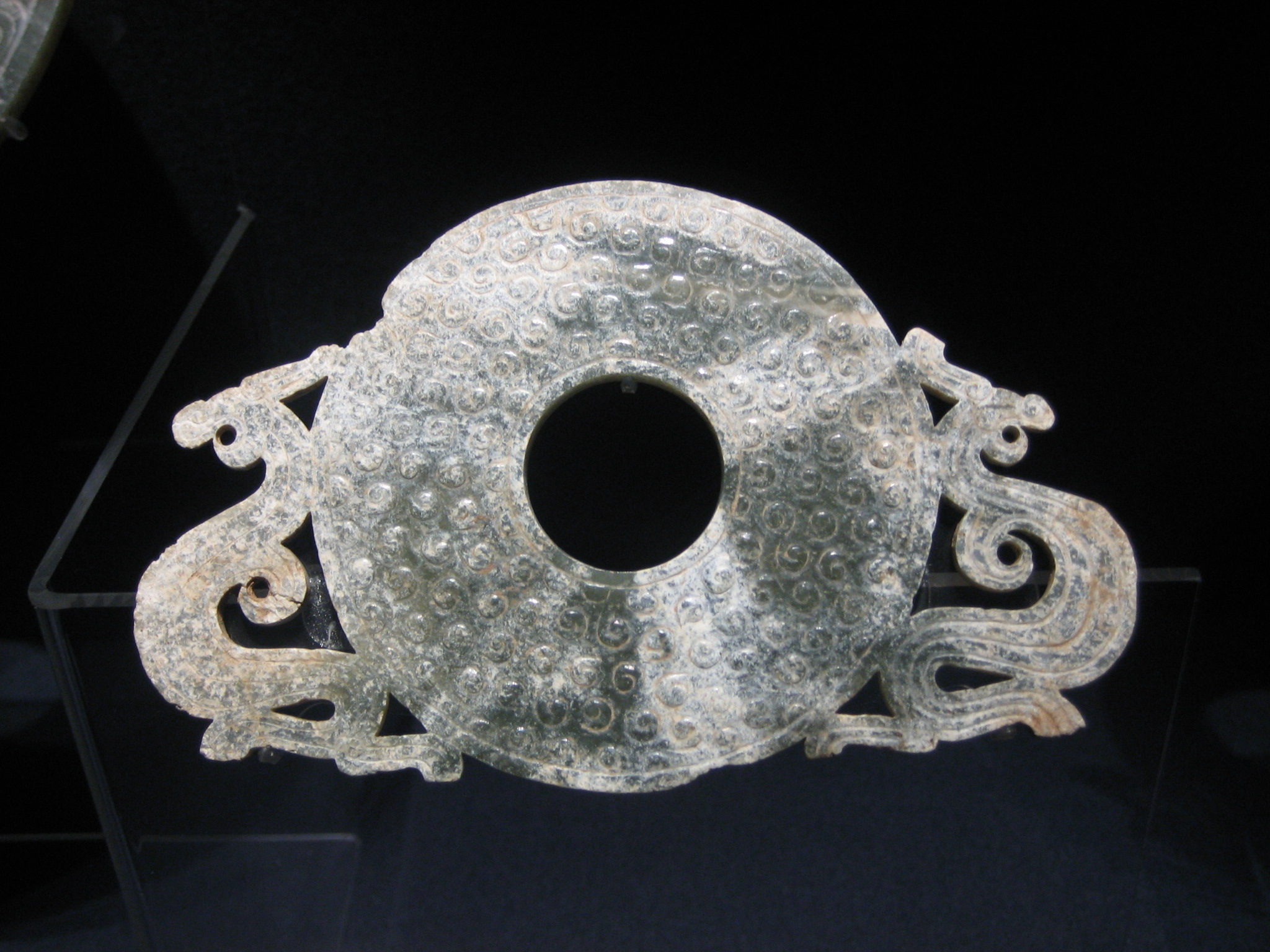
Bi amb dos dracs, Regnes Combatents
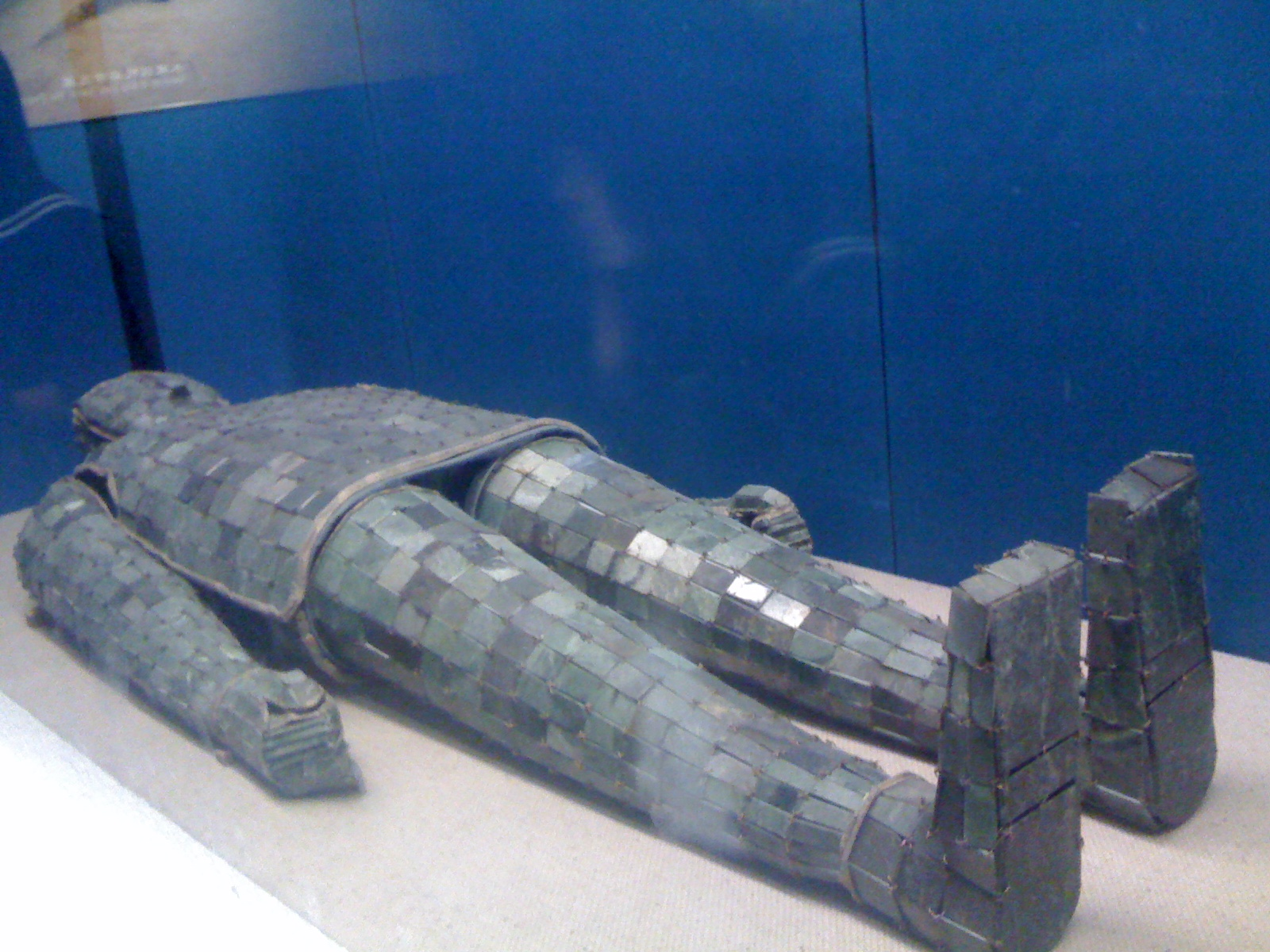
Vestit mortuori de la tomba de Liu Wu, príncep de Liang, dinastia Han (cap al 144 aC)
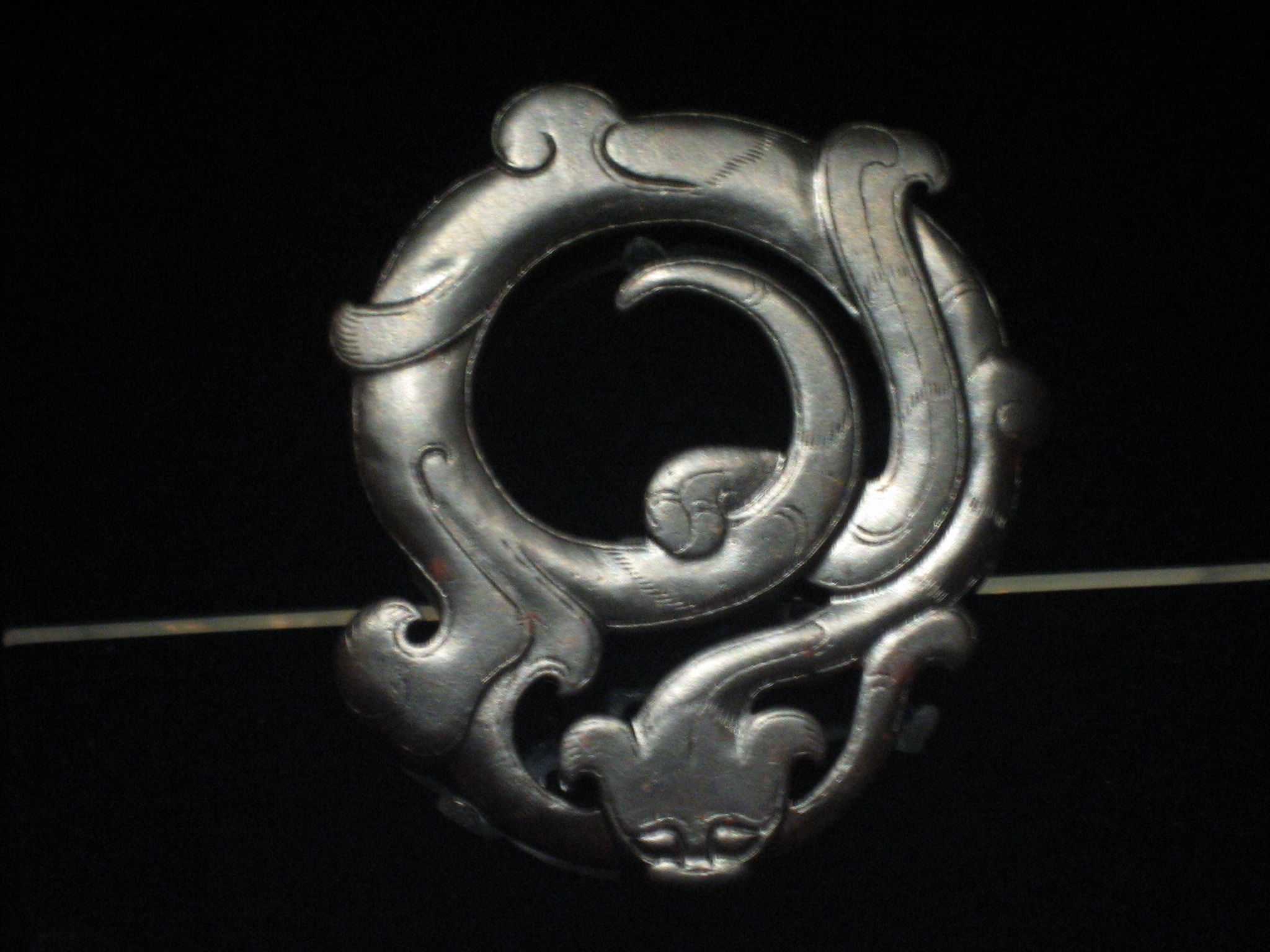
Drac Chi, dinastia Han (segle I o II)
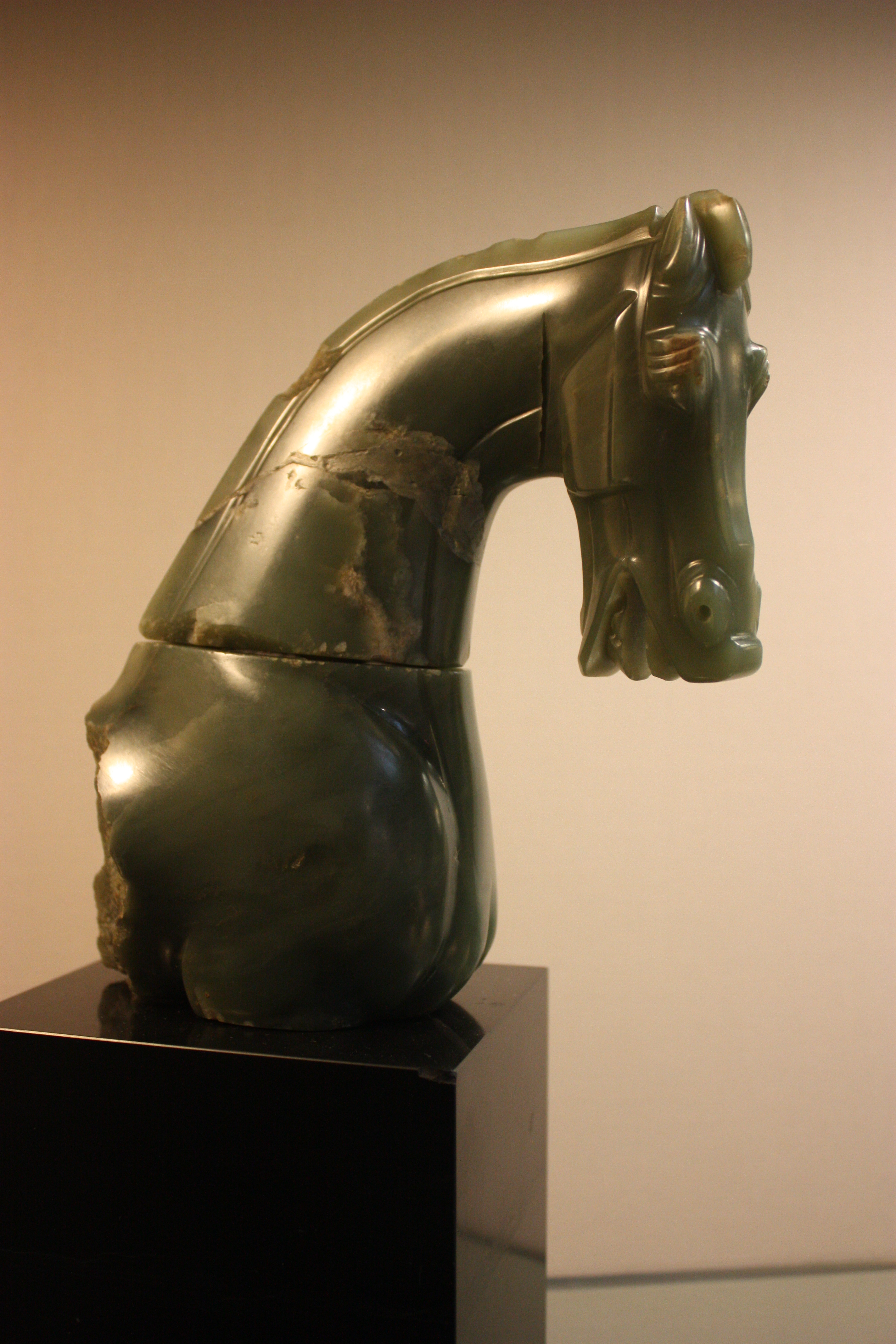
Escultura de cap i tors d'un cavall, dinastia Han
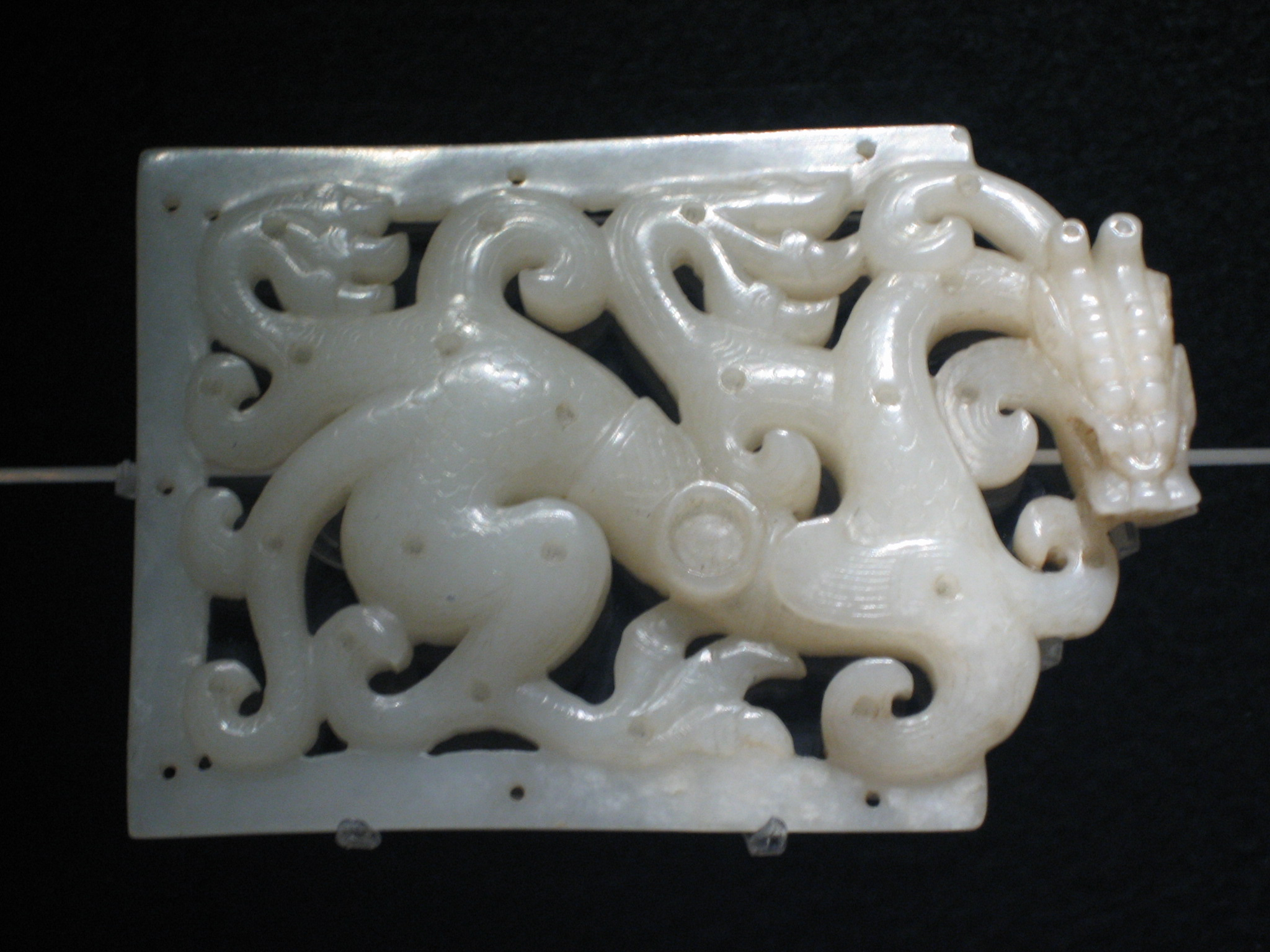
Sivella de cinyell amb drac, dinastia Liu Song (segle V)
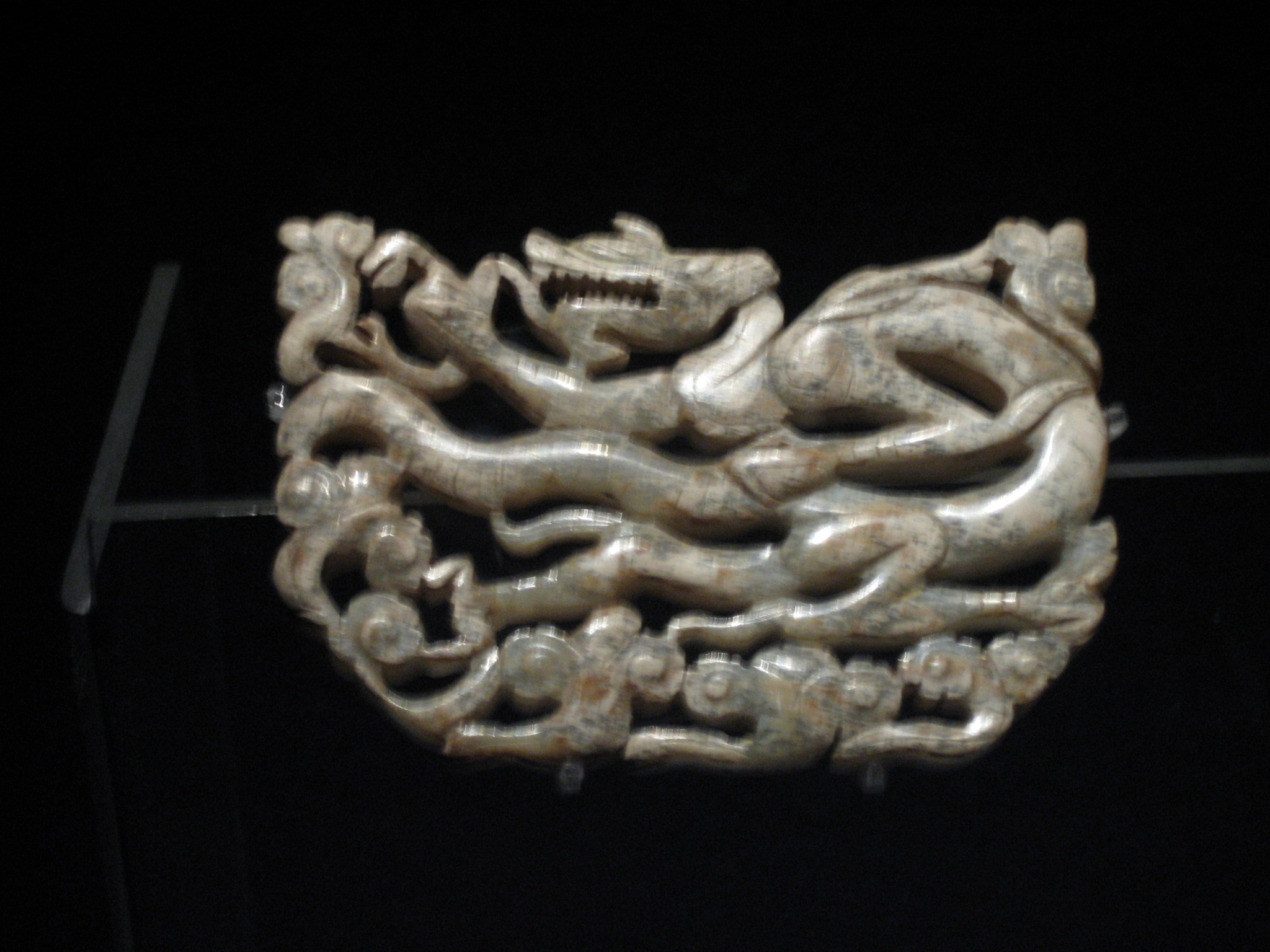
Drac, dinastia Tang (segle VII o IX)
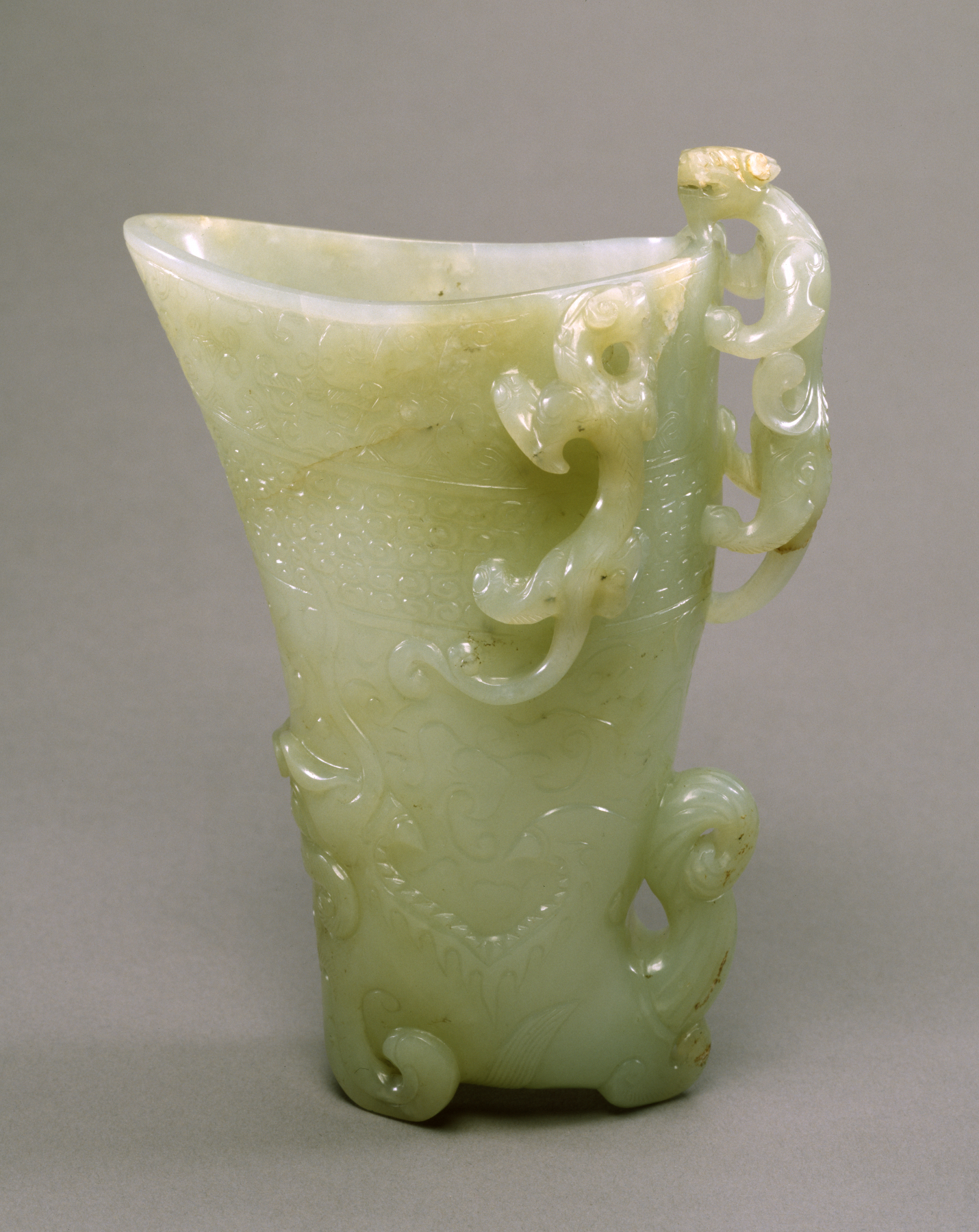
Tassa amb anses en forma de drac (segle XII)
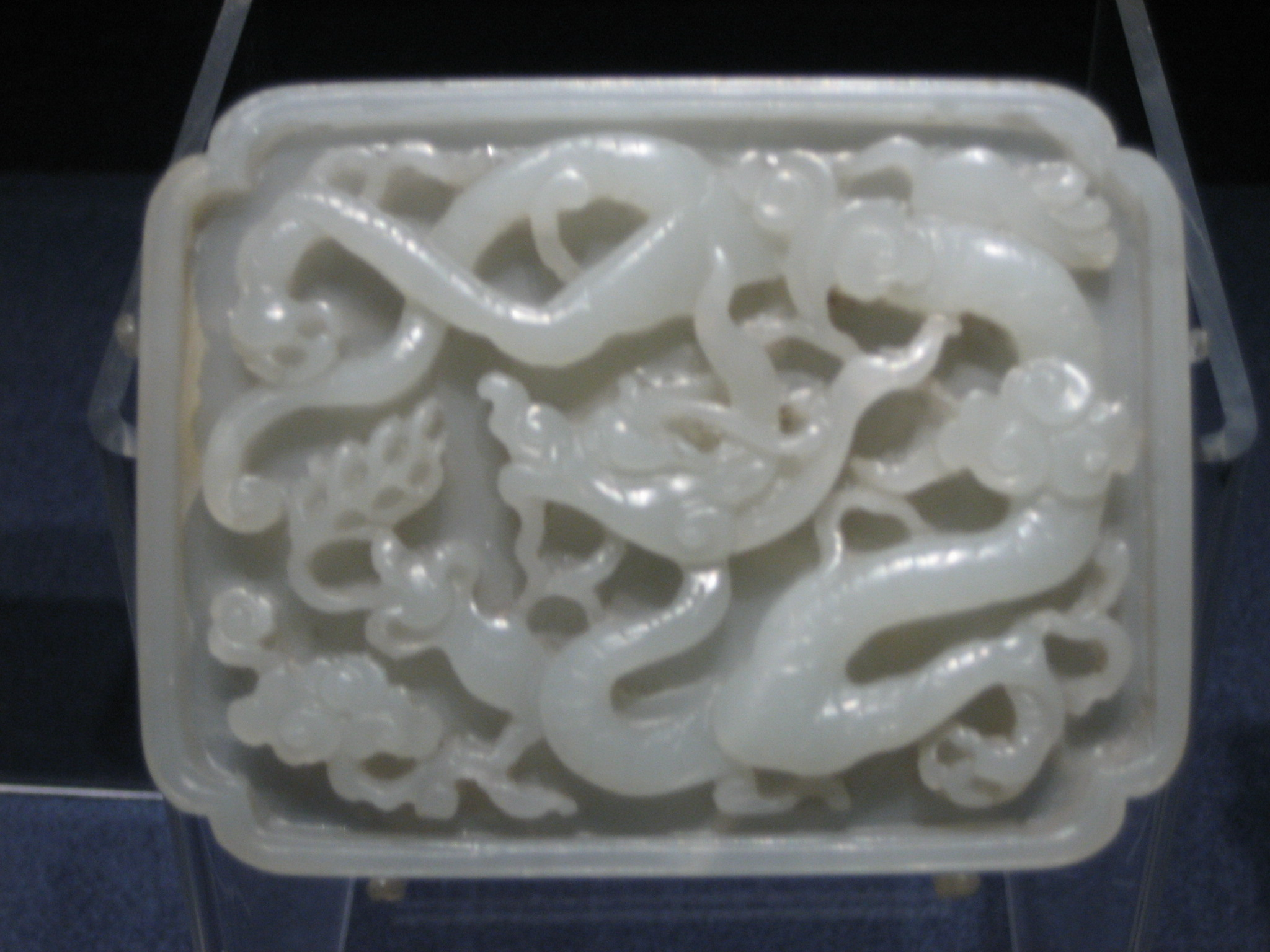
Placa de cinyell amb drac, dinastia Yuan (segle xiv)
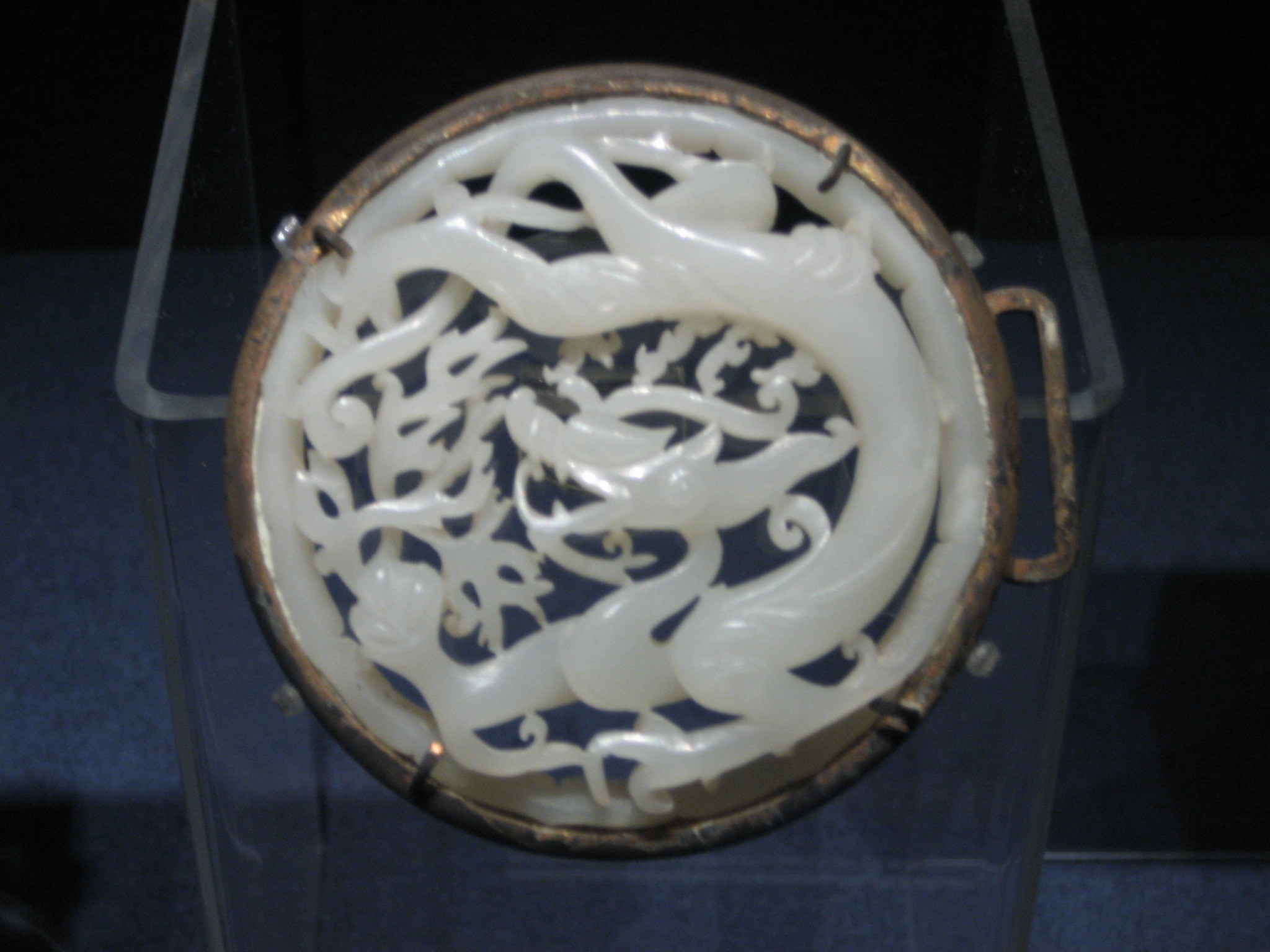
Placa de cinturó amb drac, dinastia Ming (segle xv o XVI)
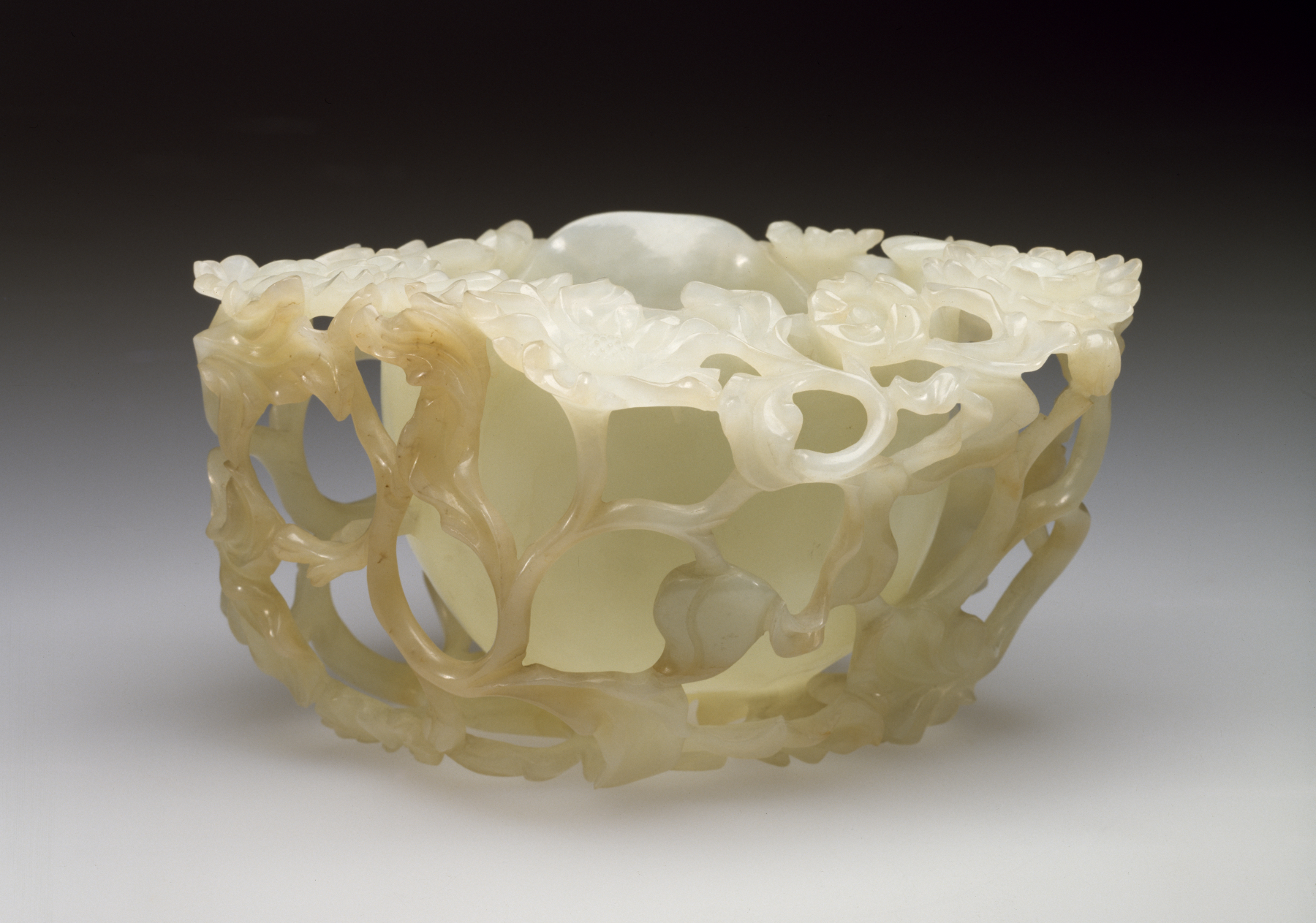
Recipient per netejar pinzells amb forma de peònia (segle xvi)